# Aleksander Zygmunt Myszkowski
Aleksander Zygmunt Myszkowski (ur. 28 lutego 1892 w Myszkowicach, zm. 1956 w Mato Grosso) – pułkownik dyplomowany piechoty Wojska Polskiego, działacz niepodległościowy, kawaler Orderu Virtuti Militari.

## Życiorys
Urodził się 28 lutego 1892 roku w Myszkowicach, w rodzie Edmunda i Leokadii z Lewandowskich. „Pochodził ze zubożałej linii magnackiego rodu Gonzagów – Myszkowskich, posiadał resztówkę – kilkudziesięciohektarowy folwark Myszkowice, leżący na skraju Zagłębia Dąbrowskiego. Był wysoce ambitny i zdumiewał kolegów brawurowymi wyczynami”.
W czasie I wojny światowej walczył w I Brygadzie Legionów Polskich. Był oficerem 5 pułku piechoty Legionów Polskich. W lipcu 1916 roku, w czasie bitwy pod Kostiuchnówką, przejął dowództwo 8 kompanii po rannym por. Rapidzie. Kompanię tworzyli górale żywieccy, ochotnicy ze wsi Czaniec, nazywający siebie „Cańcokami”. 6 lipca prowadząc atak na bagnety został ranny w kolano. Po kryzysie przysięgowym wstąpił do Polskiej Siły Zbrojnej. W okresie od 1 października 1917 roku do 18 sierpnia 1918 roku był dowódcą Klasy „C” w Szkole Podchorążych w Ostrowi Mazowieckiej.
Do końca lata 1919 przewodził Sekcji Wschód II Oddziału Sztabu Generalnego WP. Od września w Rydze jako specjalny delegat WP na Łotwie i w Estonii, przygotowywał militarne współdziałanie wojsk łotewskich i polskich przeciwko bolszewikom. Od grudnia 1919 był oficjalnie attaché wojskowym przy Poselstwie Polskim w Rydze. 30 grudnia podpisał w imieniu Rzeczypospolitej umowę wojskową z Łotwą, której jednym z efektów była polsko-łotewska operacja Zima skutkująca zajęciem Dyneburga.
W latach 1921–1922 był słuchaczem I Kursu Doszkolenia Wyższej Szkoły Wojennej w Warszawie. Po ukończeniu kursu i uzyskaniu „pełnych kwalifikacji do pełnienia służby na stanowiskach Sztabu Generalnego” został przydzielony na stanowisko szefa sztabu 19 Dywizji Piechoty w Wilnie. W następnym roku był wykładowcą w Wyższej Szkole Wojennej w Warszawie. W październiku 1924 roku został przeniesiony do 32 pułku piechoty w Modlinie na stanowisko zastępcy dowódcy pułku. W 1928 roku był I oficerem sztabu Inspektoratu Armii w Wilnie. Stanowisko Inspektora Armii zajmował wówczas gen. dyw. Edward Śmigły-Rydz. W czasie służby w W.S.Woj. w Warszawie pozostawał oficerem nadetatowym 7 pułku piechoty Legionów, natomiast w czasie służby w Wilnie – oficerem nadetatowym 68 pułku piechoty. 1 stycznia 1929 roku Prezydent RP, Ignacy Mościcki nadał mu stopień pułkownika. W styczniu 1930 roku objął dowództwo 16 pułku piechoty Ziemi Tarnowskiej w Tarnowie, a już 13 października 1931 roku zastąpił płk. dypl. Emila Krukowicz-Przedrzymirskiego na stanowisku dowódcy piechoty dywizyjnej 7 Dywizji Piechoty w Częstochowie. 16 lutego 1935 roku został mianowany dowódcą 13 Kresowej Dywizji Piechoty w Równem. 28 stycznia 1938 roku prezydent RP zwolnił go ze stanowiska dowódcy 13 DP. W styczniu 1938 roku został pomocnikiem dowódcy Okręgu Korpusu Nr VIII w Toruniu.
W czasie kampanii wrześniowej pełnił funkcję zastępcy dowódcy etapów Armii „Pomorze” oraz dowódcy Oddziału Wydzielonego „Toruń”. 11 września, po objęciu przez gen. Michała Tokarzewskiego-Karaszewicza dowództwa grupy operacyjnej, został dowódcą etapów Armii „Poznań” i „Pomorze”. We wrześniu 1939 po bitwie nad Bzurą dostał się do niemieckiej niewoli. W niewoli przebywał do wiosny 1945 roku między innymi w Oflagu VII A Murnau. Za ten okres służby generał Juliusz Rómmel wystawił mu negatywną opinię: „element szkodliwy w armii! Wykluczony przez tutejsze Oficerskie Sądy Honorowe”. Po zakończeniu II wojny światowej przebywał na emigracji, początkowo we Francji potem w Brazylii gdzie administrował majątek Sanguszków.
Dwukrotnie żonaty. W 1919 roku ożenił się z Anielą Szacherską i wkrótce potem zakupił Chwalibogowo. W 1928 roku ożenił się ponownie. Jego żoną została Helena Ogórek, z którą miał córki Alicję i Irenę.

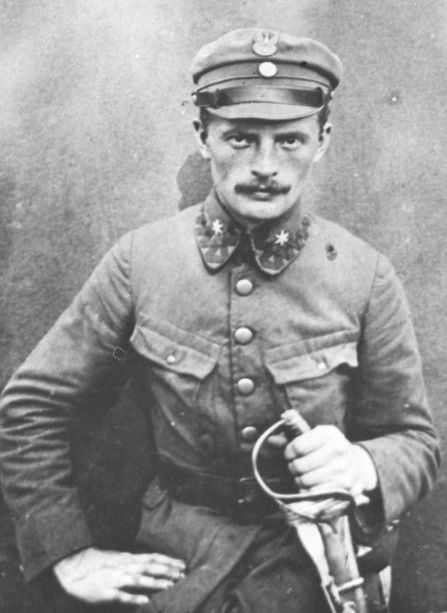
Aleksander Zygmunt Myszkowski - oficer I Brygady Legionów Polskich

Zmarł tragicznie w Mato Grosso w 1956 roku.

## Awanse
- chorąży – 2 lipca 1915 roku
- podporucznik – 28 kwietnia 1916 roku
- porucznik – 1 listopada 1916 roku
- kapitan
- major – zweryfikowany 3 maja 1922 roku ze starszeństwem z dniem 1 czerwca 1919 roku i 159. lokatą w korpusie oficerów piechoty
- podpułkownik – 31 marca 1924 roku ze starszeństwem z dniem 1 lipca 1923 roku i 70. lokatą w korpusie oficerów piechoty
- pułkownik – 1 stycznia 1929 roku ze starszeństwem z dniem 1 stycznia 1929 roku i 12. lokatą w korpusie oficerów piechoty

## Ordery i odznaczenia
- Krzyż Srebrny Orderu Wojskowego Virtuti Militari[16] nr 6609 – 17 maja 1922[17][3]
- Krzyż Niepodległości – 20 stycznia 1931 „za pracę w dziele odzyskania niepodległości”[18]
- Krzyż Oficerski Orderu Odrodzenia Polski – 10 listopada 1928 „za zasługi na polu organizacji i wyszkolenia wojska”[19][16]
- Krzyż Walecznych czterokrotnie[16] (po raz pierwszy w 1921[20])
- Złoty Krzyż Zasługi – 18 marca 1933 „za zasługi na polu wyszkolenia wojska”[21]
- Medal Pamiątkowy za Wojnę 1918–1921[16]
- Medal Dziesięciolecia Odzyskanej Niepodległości[16]
- Odznaka Pamiątkowa Generalnego Inspektora Sił Zbrojnych[16] – 12 maja 1936
- Odznaka 5 Pułku Piechoty Legionów
- Order Krzyża Wolności I kategorii III klasy[16] (Estonia[22], 1925[23])
- Wielki Oficer Orderu Trzech Gwiazd (Łotwa, 1935)[24]
- Order Pogromcy Niedźwiedzia III klasy[16] (Łotwa, 1921)[25][16]
- Medal 10 Rocznicy Wojny Niepodległościowej[16] (Łotwa, 1929)[26]
- pruski Krzyż Żelazny 2. klasy – 12 maja 1917[27]

## Upamiętnienie
17 marca 2024 w muzeum marszałka Józefa Piłsudskieg w Sulejówku odbyła się premiera filmu dokumentalnego w reżyserii Macieja Dancewicza  "Kapitan Myszkowski".